# Open edX
Open edX — бесплатная интернет-платформа онлайн-курсов со свободным кодом.
Основана Массачусетским технологическим институтом и Гарвардским университетом в мае 2012 года.
Сейчас есть 53 школы, некоммерческие организации, корпорации и международные организации, которые предлагают или планируют предлагать курсы на ресурсе EdX.
По состоянию на 23 июня 2014 года edX имел более 2 500 000 пользователей, которые являются слушателями более 200 курсов в Интернете. За период с 2014 по 2020 год количество пользователей значительно возросло: по состоянию а 20 июля 2020 года - около 33 миллионов пользователей, которые являлись слушателями более чем 3000 курсов.
29 июня 2021 года было объявлено о приобретении edX компанией образовательных технологий 2U.

## Функциональность
Курсы edX состоят из еженедельных обучающих последовательностей. Каждая обучающая последовательность состоит из коротких видеороликов, чередующихся с интерактивными обучающими упражнениями, где учащиеся могут сразу же практиковать концепции из видеороликов. Курсы часто включают учебные видеоролики, похожие на небольшие дискуссионные группы в кампусе, онлайн-учебник и онлайн-дискуссионный форум, где студенты могут публиковать и просматривать вопросы и комментарии друг к другу и ассистентам преподавателей. Там, где это применимо, в курс включены онлайн-лаборатории. Например, в первом МООК edX — курсе схем и электроники — студенты создавали виртуальные схемы в онлайн-лаборатории.
edX предлагает сертификаты об успешном окончании, а некоторые курсы имеют право на получение кредита. Вопрос о том, предлагает ли колледж или университет зачет онлайн-курса, остается на усмотрение учебного заведения. edX предлагает различные способы прохождения курсов, в том числе проверенные курсы, на которых учащиеся могут пройти аудит курса (бесплатно) или работать над получением проверенного сертификата edX (стоимость зависит от курса). edX также предлагает сертификаты XSeries для прохождения комплекта из двух-семи проверенных курсов по одному предмету (стоимость варьируется в зависимости от курсов).